# Carlo Salvioni
Carlo Salvioni,  född den 3 mars 1858 i Bellinzona, död den 20 oktober 1920 i Milano, var en italiensk språkforskare.
Salvioni studerade i Leipzig 1879–1882, i synnerhet romanska språk. År 1885 började han i Turin föreläsa jämförande språkvetenskap, blev 1890 professor i Pavia, 1902 i Milano. Salvioni var specialist i fråga om italienska dialekter. Bland annat har skrev han Fonetica del dialetto moderno della città di Milano (1884). Åren 1902–1907 redigerade han "Archivio glottologico italiano" (upprättat av Ascoli). Tillsammans med Cian utgav Salvioni Rime di Bartolommeo Cavassico, notaio bellunese del secolo XVI (2 band, 1903). 